# WXM85
WXM85（162.400MHz）是位于关岛的一个灾害预警广播电台，由美国国家气象局开办，属于NOAA气象广播的一部分。电台发射地位于尼米兹山，覆盖关岛和北马里亚纳群岛的罗塔岛。

## 覆盖地区代码
- 关岛：066010
- 罗塔岛：069100